# جو برود
جو برود (بالإنجليزية: Joe Broad)‏ هو لاعب كرة قدم بريطاني في مركز الوسط، ولد في 24 أغسطس 1982 في برستل في المملكة المتحدة. لعب مع نادي بليموث أرجايل ونادي توركي يونايتد ونادي والسول ويوفل تاون.